# Rote Wespenbiene
Die Rote Wespenbiene (Nomada armata) ist eine Biene aus der Familie der Apidae.

## Merkmale
Die Bienen haben eine Körperlänge von 10 bis 12 Millimetern. Der Kopf und der Thorax der Weibchen sind schwarz und haben eine rote Zeichnung. Die Tergite sind rot mit gelben Flecken. Das Labrum ist schwarz, glatt und trägt mittig ein kräftiges Zähnchen sowie basal einen unpunktierten Streifen. Das dritte Fühlerglied ist nahezu genauso lang wie das vierte. Das Schildchen (Scutellum) ist rot gefleckt. Die Schienen (Tibien) der Hinterbeine sind am Ende in stumpf und hat mehrere sehr kurze, dunkle Dornen. Die Männchen ähneln den Weibchen. Ihre Mandibeln, die Wangen, die Calli und Tegulae sind gelbrot, das Scutellum ist schwarz. Die Schenkel (Femora) der Vorderbeine sind stark verbreitert und unten konkav. Die Schenkel der Hinterbeine sind unten basal mit auffälligen Haarflecken versehen. Die Schienen der Hinterbeine haben am Ende einige helle Dornen.

## Vorkommen und Lebensweise
Die Art ist in Süd-, Mittel- und dem südlichen Nordeuropa verbreitet. Die Tiere fliegen von Ende Mai bis Ende August. Die Art parasitiert Andrena hattorfiana. Man kann die Tiere beim Besuch an Skabiosen (Scabiosa) und Witwenblumen (Knautia) beobachten.

## Belege
- Felix Amiet, M. Herrmann, A. Müller, R. Neumeyer: Fauna Helvetica 20: Apidae 5. Centre Suisse de Cartographie de la Faune, 2007, ISBN 978-2-88414-032-4.

## Weblink
- Nomada armata in der Roten Liste gefährdeter Arten der IUCN 2013.2. Eingestellt von: Smit, J., 2013. Abgerufen am 22. Februar  2014.